# Kaftan bezpieczeństwa
Kaftan bezpieczeństwa – specjalny typ ubioru wykonany z mocnej i wytrzymałej tkaniny z rozpięciem z tyłu oraz długimi rękawami (o wiele dłuższymi niż ręce), które zawija się wokół osoby krępowanej i wiąże z tyłu w supeł (lub mocuje za pomocą specjalnych pasów). Jest to jeden ze środków przymusu bezpośredniego.

## Zastosowanie

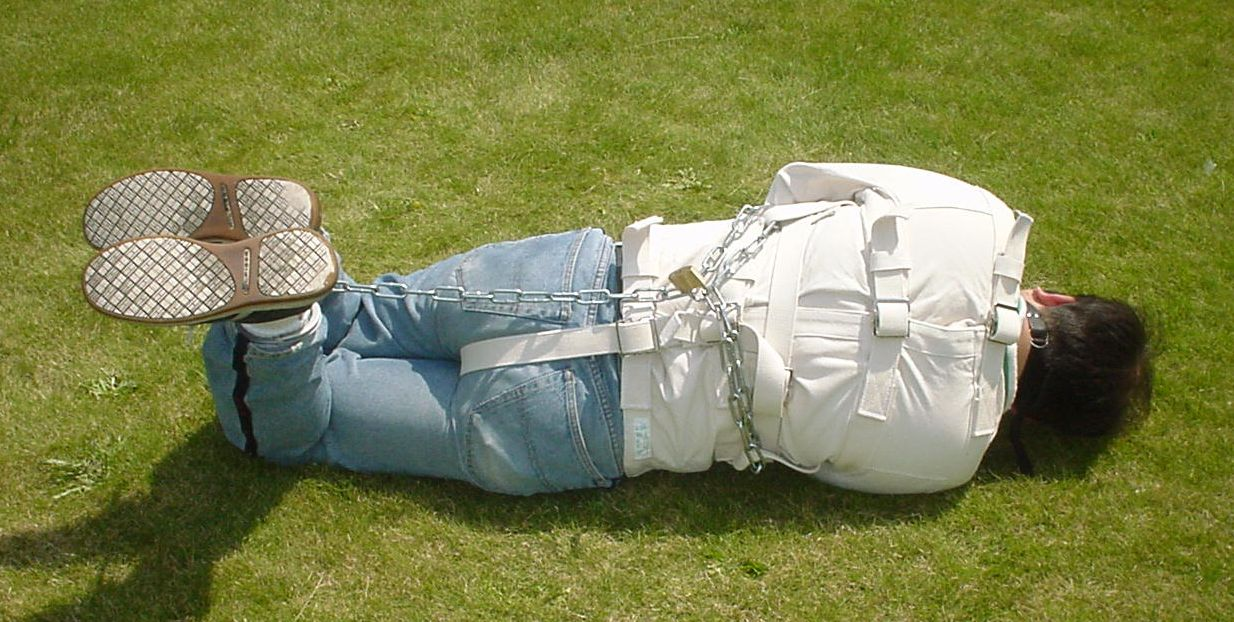
Pacjent skrępowany kaftanem bezpieczeństwa

Podstawowym celem zastosowania tego typu kaftana jest zabezpieczenie osób chorych psychicznie, będących pod wpływem narkotyków lub alkoholu, wobec których zachodzi uzasadnione podejrzenie, że mogą zrobić krzywdę sobie lub osobom postronnym. Używany zwykle w chwilach napadu szału lub nasilenia się choroby.
Szczególnie często używany przy transporcie takich osób w karetce pogotowia lub karetce policyjnej. Używany też w szpitalach psychiatrycznych.
O konkretnej potrzebie użycia kaftana bezpieczeństwa powinien decydować lekarz. Polecenie zastosowania kaftana bezpieczeństwa i pasów przez policjanta wydaje komendant Policji lub osoba przez niego upoważniona, a podczas ich nieobecności – dyżurny jednostki.
Kaftany bezpieczeństwa, zwłaszcza te wykonane ze skóry, stosuje się także w przypadku niektórych technik BDSM (zachowania seksualne).

## Niebezpieczeństwa związane z użyciem
Dłuższe skrępowanie kaftanem bezpieczeństwa może być bolesne i powodować odrętwienie kończyn górnych. Zbyt silne skrępowanie może także utrudniać oddychanie. Pacjenta skrępowanego kaftanem bezpieczeństwa nie należy w związku z tym pozostawiać na dłuższy okres bez opieki.

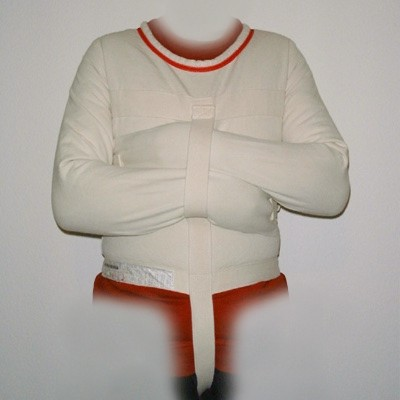
Kaftan bezpieczeństwa − widok z przodu
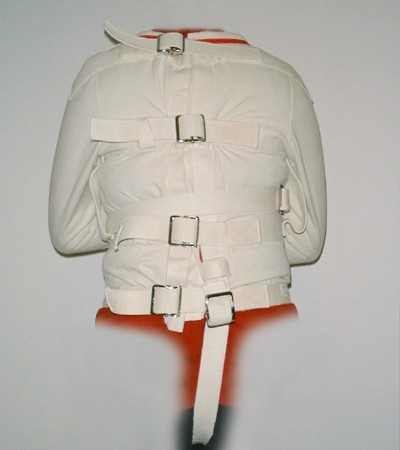
Kaftan bezpieczeństwa − widok z tyłu
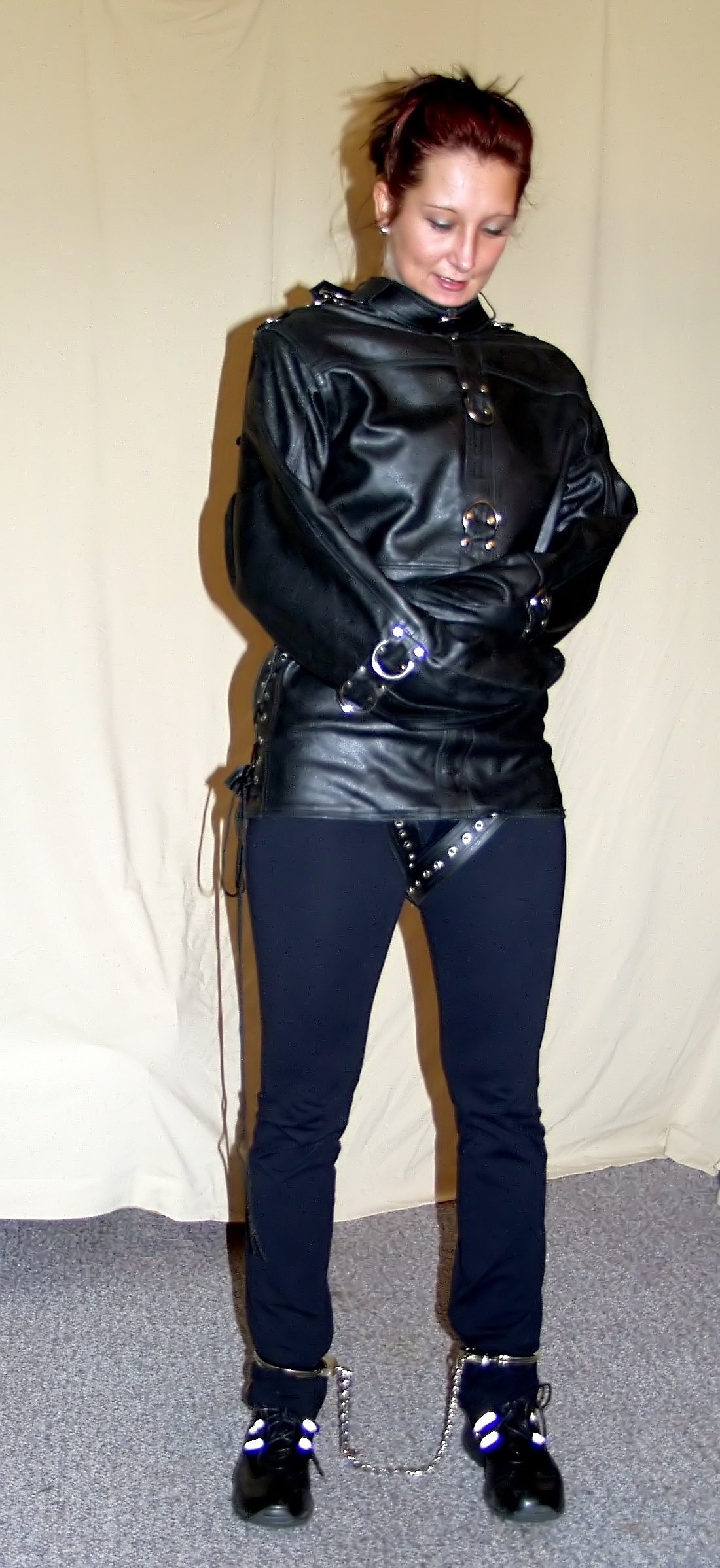
Skórzany kaftan bezpieczeństwa